# Filles de Kilimanjaro
Albums de Miles Davis
Miles in the Sky
(1968) In a Silent Way
(1969)
Filles de Kilimanjaro est le sixième et dernier album de jazz du Miles Davis Quintet. Il a été enregistré en juin et septembre 1968, et est paru en 1969, chez Columbia Records. Il a été produit par Teo Macero. Avec Miles In The Sky sorti en 1968 et cet album, se fait la transition entre la dernière période acoustique de Davis et sa période électrique.
Pour deux morceaux Chick Corea remplace Herbie Hancock aux claviers et Dave Holland remplace Ron Carter à la basse; c'est la fin du deuxième quintet historique et le tournant qui va bientôt conduire au jazz-rock. Apparaissent aux claviers les pianos électriques. On peut sentir l'imminence de In a Silent Way.

Gil Evans, avec qui Miles Davis avait déjà travaillé, a aidé à composer, arranger et produire l'album, bien qu'il ne soit pas mentionné dans les crédits.
Kilimanjaro African Coffee était le nom d'une société de torréfaction de café appartenant à Miles Davis et l'acteur Jim Brown.
La pochette et le cinquième titre de l'album sont dédiés à Betty O. Mabry que Miles Davis a épousée en septembre 1968. Les titres sont en français dans le texte pour apporter une touche d'exotisme.

## Liste des pistes
| Piste | Titre du morceau                             | Composé par | Durée |
| ----- | -------------------------------------------- | ----------- | ----- |
| 1.    | Frelon Brun (Brown Hornet)                   | M. Davis    | 5:39  |
| 2.    | Tout de Suite                                | M. Davis    | 14:07 |
| 3.    | Petits Machins (Little Stuff)                | M. Davis    | 8:07  |
| 4.    | Filles de Kilimanjaro (Girls of Kilimanjaro) | M. Davis    | 12:03 |
| 5.    | Mademoiselle Mabry (Miss Mabry)              | M. Davis    | 16:32 |

La réédition du cd inclut une prise alternative de Tout de Suite.

## Séances
- 19 juin 1968 (Frelon Brun (Brown Hornet), Tout de Suite, Filles de Kilimanjaro (Girls of Kilimanjaro)) :
  - Miles Davis - trompette
  - Wayne Shorter - saxophone ténor
  - Herbie Hancock - piano électrique Rhodes
  - Ron Carter - basse électrique
  - Tony Williams - batterie
- 24 septembre 1968 (Petits Machins (Little Stuff), Mademoiselle Mabry (Miss Mabry)) :
  - Miles Davis - trompette
  - Wayne Shorter - saxophone ténor
  - Chick Corea - piano électrique RMI Electra, piano acoustique
  - Dave Holland - contrebasse
  - Tony Williams - batterie